# Rilessificazione
Rilessificazione è un termine utilizzato in linguistica per descrivere il meccanismo di cambio di linguaggio, con il quale una lingua sostituisce gran parte o tutto il suo lessico, compreso il vocabolario di base, con quello di un'altra lingua, senza un drastico cambiamento della sua grammatica.
È usato principalmente per descrivere le lingue pidgin, le lingue creole, e le lingue miste.
Rilessificazione non è sinonimo di prestito linguistico lessicale, che descrive la situazione in cui una lingua semplice integra il suo vocabolario di base con le parole di un'altra lingua.

## Creazione di una lingua e ipotesi di Rilessificazione
Rilessificazione  è una forma di interferenza linguistica in cui un pidgin, una lingua creola o una lingua mista, ha preso la grande maggioranza del suo lessico da un superstrato o lingua di destinazione, mentre la sua grammatica proviene dal substrato o lingua di partenza, o, in accordo con la teoria della Grammatica universale, nasce dai principi universali di semplificazione e grammaticalizzazione
La lingua da cui è derivato il lessico è chiamata lessificatrice.  Ad esempio Michif, Media Lengua, e Karipúna, sono lingue miste sorte attraverso rilessificazione. L'ipotesi che tutte le lingue creole derivino la loro grammatica dalla Lingua franca mediterranea medievale è stata diffusa tra la fine degli anni cinquanta e l'inizio degli anni sessanta prima di cadere in disgrazia.
Si è poi sostenuto che, per esempio, la grammatica di creolo haitiano è un substrato, creato quando il Fon, la lingua degli schiavi africani, si è rilessificato con il vocabolario francese, ciò a causa delle analogie di fondo tra lingua Haitiana e fon.
Tuttavia, il ruolo della rilessificazione nella genesi della lingua creola è contestato dai sostenitori della grammatica generativa, concetto, a sua volta, molto controverso.
Wittmann (1994), Wittmann e Fournier (1996), Singler (1996), e DeGraff (2002), per esempio, hanno sostenuto che le somiglianze nella sintassi riflettono un'ipotetica Grammatica universale, non il funzionamento dei processi di rilessificazione.

## Acquisizione della seconda lingua
La spontanea acquisizione della seconda lingua (e la genesi del Pidgin) comporta la rilessificazione graduale della lingua di partenza o lingua sorgente con il vocabolario della lingua di destinazione.
Dopo che la rilessificazione è completata, le strutture della lingua madre, si alternano con le strutture acquisite dalla lingua di destinazione.

## Lingua artificiale e gergo
Nel contesto delle lingue costruite, dei gerghi, e dei dialetti, il termine viene applicato al processo di creazione di un linguaggio sostituendo un nuovo vocabolario nella grammatica di una lingua esistente, spesso la propria lingua madre. Anche se questa pratica è più spesso adottata dagli ideatori di una nuova lingua artificiale, questa può anche essere una prima tappa verso la creazione di un linguaggio più sofisticato. Un linguaggio così creato è conosciuto come un relex.
Ad esempio, il Lojban era iniziato come un relex di Loglan, ma in seguito le grammatiche delle due lingue si sono modificate in direzioni diverse. Lo stesso processo avviene nella genesi dei gerghi e dei dialetti.
Esempi di questo sono:
- Il Caló è un gergo utilizzato dai Gitani spagnoli, che mescola una grammatica spagnola con un vocabolario Romanì.
- Un esempio letterario di rilessificazione è il comico Latino maccheronico utilizzato da un personaggio del romanzo di James Joyce: Ritratto dell'artista da giovane o Dedalus (A Portrait of the Artist as a Young Man)1917:[3]::Ego credo ut vita pauperum est simpliciter atrox, simpliciter sanguinarius atrox, in Liverpoolio.: Io credo che la vita dei poveri è semplicemente atroce, semplicemente sanguinosa e atroce, a Liverpool.